# Neil Immerman

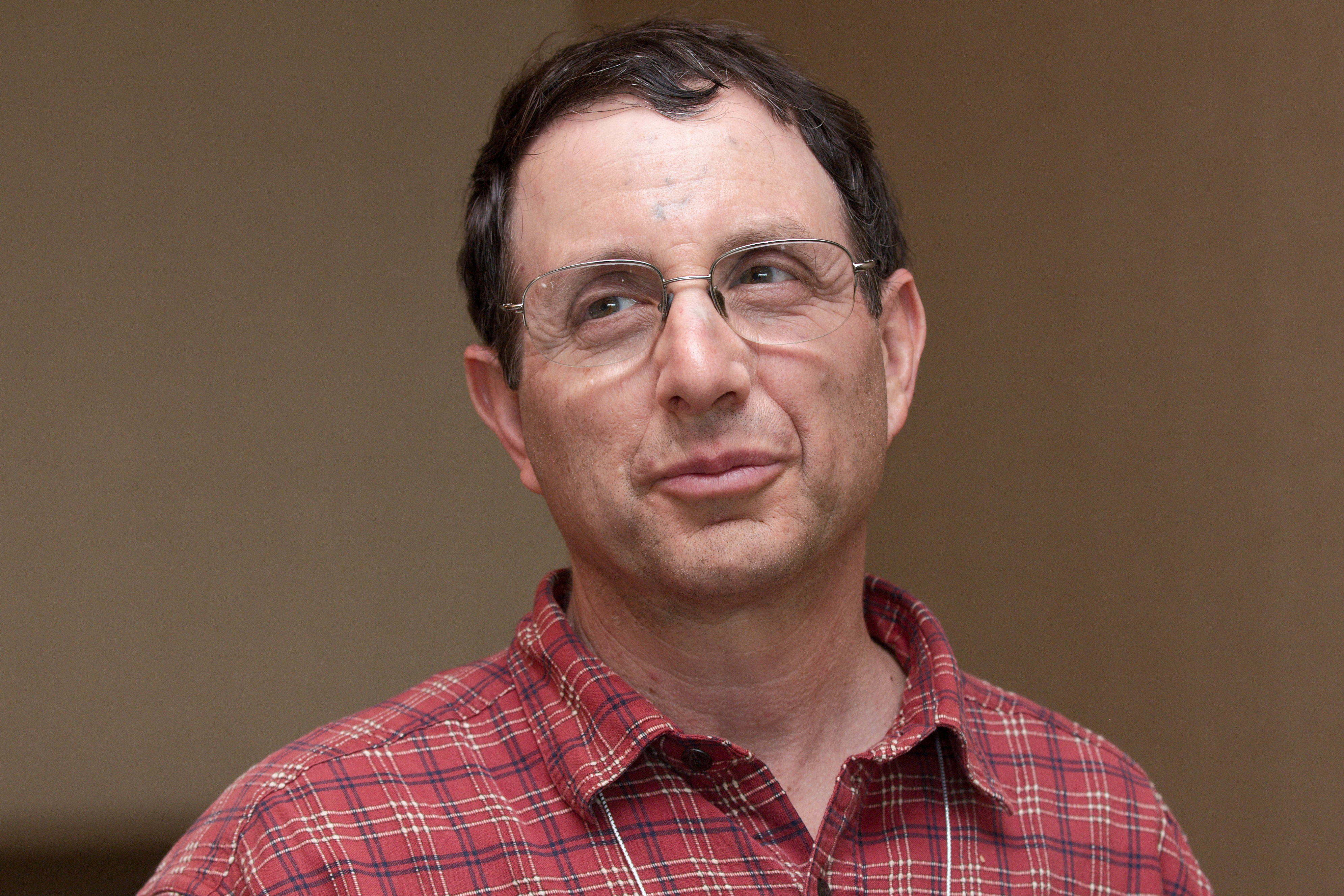
Neil Immerman (2010)

Neil Immerman (* 24. November 1953 in Manhasset, New York) ist ein amerikanischer Wissenschaftler im Bereich der theoretischen Informatik und Professor an der University of Massachusetts Amherst.

## Leben
Immerman studierte an der Yale University, wo er 1974 seinen Master-Grad erwarb. Ein PhD folgte 1980 an der Cornell University mit der Schrift  First Order Expressibility as a New Complexity Measure.
1995 erhielt er gemeinsam mit Róbert Szelepcsényi den Gödel-Preis für den Beweis des Satzes von Immerman und Szelepcsényi. 1999 erschien sein Buch über die Deskriptive Komplexitätstheorie.

## Ehrungen
- Gödel-Preis 1995
- Guggenheim-Stipendium 2003-04
- Association for Computing Machinery (Mitgliedschaft)